# Бореці
Бореці (словен. Boreci) — поселення в общині Крижевці, Помурський регіон, Словенія. Висота над рівнем моря: 181,8 м.